# Silbersaumbuntbarsch
Der Silbersaumbuntbarsch (Andinoacara stalsbergi) ist ein Süßwasserfisch in der Familie der Buntbarsche (Cichlidae) aus den Flüssen und Seen entlang der pazifischen Küstenebenen von Peru.

## Merkmale
In seinem Erscheinungsbild ist der Silbersaumbuntbarsch dem Goldsaumbuntbarsch sehr ähnlich. Er verfügt über einen kräftigen, für cichlasomine Buntbarsche typischen Körper mit dunkeloliver Grundfärbung. Die Rückenflosse ist hoch, großflächig, im hinteren Bereich mit feinen bläulichen oder weißen Linien durchzogen und läuft spitz aus. Die an einem deutlich abgesetzten Stiel ansetzende Schwanzflosse ist wie die Rückenflosse gezeichnet und rund. Diese beiden unpaarigen Flossen tragen den namensgebenden schmalen, weißlichen oder silberfarbenen Saum. Auch die After- und die Bauchflossen enden spitz und entsprechen in Farbe und Zeichnung der Rückenflosse. Die großen, bräunlichen Brustflossen sind transparent. Am Schnauzenanfang beginnend, zieht sich eine weiße bis hellbläuliche Linien- und Punktzeichnung bis über die gesamten Kiemendeckel. Die großen Flankenschuppen haben einen helloliven Hof und sind dunkeloliv umrandet. Dadurch entsteht die für den Silbersaumbuntbarsch charakteristische und je nach Lichteinfall glänzende oder leicht schimmernde Netzzeichnung. In der Körpermitte, unterhalb der deutlichen Seitenlinie, befindet sich ein markanter dunkler Fleck. Seine Intensität ist ebenso stimmungsabhängig wie die der beiden fast weißen und breiten Vertikalbänder, die unmittelbar vor und hinter dem Fleck von der Rückenflosse bis zur Bauchseite reichen. Zwei weitere helle Vertikalbänder, vor und hinter dem Ende der Rückenflosse, sind weniger deutlich ausgeprägt. Männliche und weibliche Silbersaumbuntbarsche unterscheiden sich im Aussehen nur gering. Weibchen bleiben kleiner als die auf über 20 Zentimeter heranwachsenden Männchen und ihre Rückenflosse kann weniger ausgezogen sein. Geschlechtsreife Männchen entwickeln einen Stirnbuckel, jedoch weniger ausgeprägt als beim Goldsaumbuntbarsch.
Flossenformel: D XIII.12(1), XIII.13(1), XIV.11(3) oder XIV.12(7), P 13–14, V 7–9, A III.8(8), III.9(3) oder III.10(1).
Schuppenformel: Anzahl der Schuppen in der Längsreihe (E1): 24(2)-25(10).

## Verbreitung
Den Holotypus, ein adultes Weibchen, sammelte Stalsberg 2008 im peruanischen Río Pisco. Er ist im Museum für Tierkunde Dresden unter der Katalognummer MTD F 31782 hinterlegt.
Die natürliche Verbreitung der Silbersaumbuntbarsche ist überwiegend durch aquaristische Veröffentlichungen sehr gut belegt. Sie besiedeln die Abdachung der Anden zur peruanischen Pazifikküste zwischen dem Río Chira im Norden und dem Río Pisco im Süden. Der Namensgeber Stalsberg fand Silbersaumbuntbarsche in den Flüssen Río Pisco, Río Cañete, Río Mala, Río Lurín, in der Laguna Napique, im Lago San Ramón, im Río Piura, in den Schluchten Quebrada Camerons, Quebrada Onda und Quebrada Samana. Darüber hinaus wurden als Lebensräume die Laguna de Végueta, Pacasmayo und der weitere Einzug des Río Tumbes im äußersten Norden von Peru bekannt. An der Grenze zu Ecuador, wo der Lebensraum des Goldsaumbuntbarschs beginnt, endet die nördliche Verbreitung des Silbersaumbuntbarschs.

## Ökologie
Lüling fand Silbersaumbarsche zwischen Wasser- und überschwemmten Landpflanzen in der brackigen Laguna de Vegueta, nahe der Küste. In dem leicht alkalischen, mineralreichen Wasser lebten außerdem zwei Salmlerarten, Bryconamericanus peruvianus und Lebiasina bimaculata, Guppys und die Schläfergrundel Dorminator latifrons. Alf Stalsberg, der zwischen 1994 und 2008 zahlreiche Aufsammlungen vornahm, fand Silbersaumbuntbarsche in vegetationsfreien, felsigen und/oder sandigen Flüssen und in trüben und schlammigen Seen. Je nach Höhenlage stellte er Wassertemperaturen zwischen 24,0 und 28,2 °C fest. Immer maß er alkalische pH-Werte, eine auf gelösten Mineralsalzen basierende, relativ hohe elektrische Leitfähigkeit und Gesamthärten bis zu 40 °dH. Silbersaumbuntbarsche sind an diese Wasserverhältnisse angepasst und verfügen über eine hohe Salinitätstoleranz, die ihnen sogar die Ausbreitung in Brackwasser ermöglicht. Ihre natürliche Nahrung besteht überwiegend aus kleinen Fischen.

## Fortpflanzung
Silbersaumbuntbarsche bilden zur Fortpflanzung Paare, die Brutreviere besetzen. Sie legen ihre Eier offen auf zuvor gesäuberte, feste Substrate und betten die nach etwa drei Tagen schlüpfenden Larven bis zu deren Freischwimmen mehrmals täglich in zuvor vorbereitete kleine Gruben um. Um die Brutpflege und die Revierverteidigung kümmert sich vorwiegend das Weibchen. Unmittelbar nachdem die Larven Fischgestalt angenommen haben, beginnen sie die Beutejagd auf andere juvenile Fische.

## Systematik
Der Silbersaumbuntbarsch, seit 1905 durch Regan wissenschaftlich bekannt, wurde lange Zeit der heutigen Schwesterart Andinoacara rivulatus, dem Goldsaumbuntbarsch, zugeordnet. Der schwedische Ichthyologe Sven O. Kullander begann in den 1980er Jahren eine morphologisch begründete Revision der südamerikanischen Buntbarsche und erkannte in der damaligen Sammelgattung Aequidens eine Reihe sich entwicklungsgeschichtlich mehr oder weniger nahe stehender Artengruppen. Er gliederte die vielen Aequidens anhand eigener Diagnosen auf, stellte einige in bereits bestehende oder neu beschriebene Gattungen (Krobia, Bujurquina, Tahuantinsuyoa, Laetacara, Cleithracara ...) – am Ende blieb unter anderem der von ihm „Aequidens“ rivulatus-Artengruppe bezeichnete Tribus übrig. Als „Aequidens“ sp. „Silbersaum“ blieb der Silbersaumbuntbarsch taxonomisch längere Zeit unbearbeitet. 2009 legte ein Ichthyologenteam um Zuzana Musilová das Ergebnis ihrer sehr umfangreichen Untersuchungen von vier molekulargenetischen Markern vor, die für die bisherige „Aequidens“ rivulatus-Artengruppe zu einer neuen Phylogenie und einer neuen Gattung führte, den Andinoacara. Bereits im gleichen Jahr erfolgte die wissenschaftliche Erstbeschreibung des Silbersaumbuntbarschs als Andinoacara stalsbergi.

## Bedeutung für den Menschen
In ihrer peruanischen Heimat dienen mittelgroße Buntbarsche der menschlichen Ernährung. Sie werden geangelt, harpuniert und mit Netzen gefangen.

Als Aquarienfisch hat der Silbersaumbuntbarsch zwar einen großen Bekanntheitsgrad erreicht (im englischen Sprachraum wird er aufgrund seines aggressiven Verhaltens „Green Terror“ genannt), wird aber nur von wenigen Spezialisten gepflegt und vermehrt. In der populären und wissenschaftlichen Literatur wurden Silbersaum- und Goldsaumbuntbarsch häufig verwechselt.